# Campus Tecnológico de la Universidad de Navarra

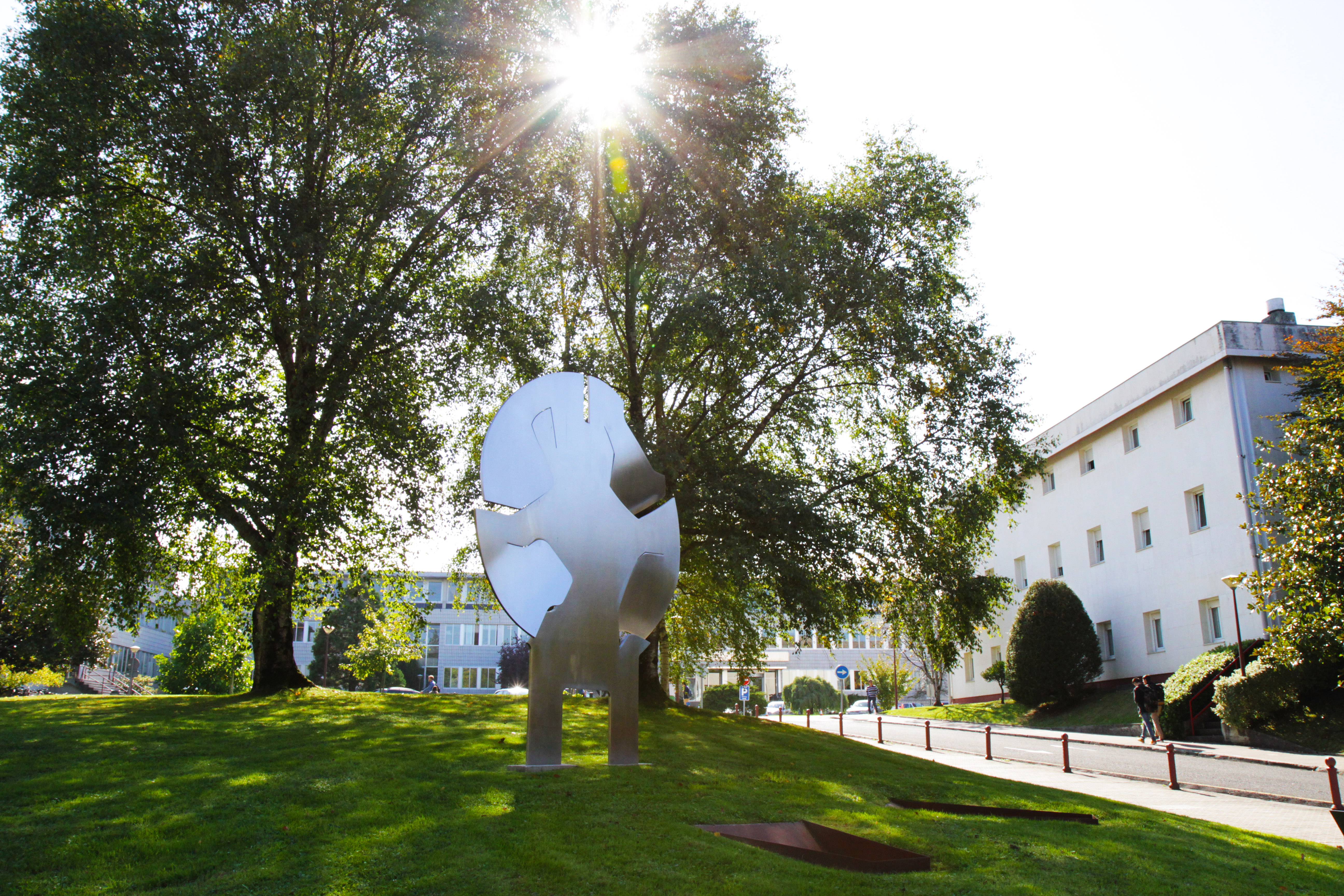
Campus de Ibaeta.

El Campus Tecnológico de la Universidad de Navarra, ubicado en la ciudad de San Sebastián (España), está compuesto por la Escuela Superior de Ingenieros de San Sebastián (TECNUN) -que imparte distintas titulaciones de grado y máster- y el CEIT, en el que se desarrollan proyectos de investigación aplicada para empresas tanto de ámbito local como internacional y se forma a jóvenes investigadores de doctorado.
El Campus Tecnológico de la Universidad de Navarra cuenta con dos sedes, una ubicada en el Campus Universitario de Ibaeta y otra en el Parque Tecnológico de Miramón, inaugurada en 2006.

## Binomio Empresa-Universidad de Navarra
La colaboración entre CEIT y TECNUN proporciona formación a los futuros ingenieros y jóvenes investigadores, y permite desarrollar proyectos de investigación para empresas. La estructura del Campus Tecnológico combina el perfil de los profesores-investigadores con el mundo de la investigación aplicada y los negocios. Existe una interacción entre los estudiantes de ingeniería (en grado o máster), investigadores, doctorandos, profesores invitados y líderes empresariales.

## Investigación y colaboración con la industria
Los edificios de Ibaeta concentran aulas y laboratorios de materiales, mecánica aplicada e ingeniería ambiental. La sede de Miramón se centra en el estudio y desarrollo tecnológico de electrónica y comunicaciones, microelectrónica y microsistemas e ingeniería biomédica. Tanto CEIT como Tecnun colaboran con el sector industrial. Se trabaja para sectores tales como el ferroviario, aeronáutico, automoción, medio ambiente, energía, salud y alimentación, TICs o fabricación. Las dos entidades reciben fondos del Gobierno vasco, español y la Unión Europea ya que colaboran con socios de los citados territorios. También colaboran con socios industriales a nivel internacional en la realización de proyectos de financiación privada en los mencionados sectores.

## Ibaeta
Consta de tres edificios: el edificio docente y de administración construido en 1989; el edificio de laboratorios (llamado CIT) concluido en 1967; y el edificio multiuso, el más reciente que data de 1996. Allí se encuentra uno de los edificios del CEIT, con quien Tecnun comparte ciertas instalaciones y recursos como la biblioteca.
El CIT contiene, además de aulas para clases, múltiples laboratorios de electrotecnia y mecánica; una cafetería, salas de consultas y despachos de profesores.
El edificio principal tiene: oficinas administrativas, despachos de profesores, aulas de clase, dos salas de estudio, cuatro salas de ordenadores, salas de consulta, una capilla, sala de audiovisuales, dos salas de conferencias o actos, y una tienda de papelería/reprografía, entre otros.
Ibaeta cuenta con plazas de aparcamiento, un txoko y una cafetería.

## Miramón
Esta sede, obra del arquitecto Patxi Mangado, se encuentra en el Paseo Mikeletegi, en el Parque Tecnológico de Miramón, y fue inaugurada el 16 de marzo de 2006 en una ceremonia presidida por los príncipes de Asturias y Viana.
Allí se centra el estudio y desarrollo tecnológico de Bioingeniería, Microelectrónica y Telecomunicaciones. Comparte de igual manera instalaciones y recursos con el CEIT.